# Ed Kuepper
Edmund "Ed" Kuepper (Bremen, 20 december 1955) is een Duits-Australisch gitarist, zanger en songwriter. 
Hij was mede-oprichter van punkband The Saints (1973–1978), experimentele post-punkgroep Laughing Clowns (1979–1985) en grunge-band The Aints! (1991–1994, 2017–heden). Hij heeft ook een dozijn solo-albums opgenomen en enkele soundtracks voor films. Ook maakte Kuepper deel uit van Nick Cave and the Bad Seeds; in 2009 volgde hij Mick Harvey op als tourgitarist in deze band nadat hij in 2008 als voorprogramma van Cave had gespeeld.

## Discografie (solo)
- Electrical Storm (Hot, October 1985)
- Rooms of the Magnificent (True Tone/Hot, januari 1987)
- Everybody's Got To (True Tone/Hot, juni 1988)
- Today Wonder (Hot, oktober 1990)
- Honey Steel's Gold (Hot/Shock, november 1991)
- Black Ticket Day (Hot/Shock, augustus 1992)
- Serene Machine (Hot/Shock, april 1993)
- Character Assassination (Hot/Shock, juli 1994)
- A King in the Kindness Room (Hot/Shock, oktober 1995)
- I Was a Mail Order Bridegroom (Hot, 1995)
- Exotic Mail Order Moods [Limited Edition] (Hot, 1995)
- Frontierland (Hot, oktober 1996)
- Starstruck: Music For Films & Adverts (Hot, december 1996)
- Cloudland [Limited Edition] (Hot, december 1997)
- The Blue House [Limited Edition] (Hot, 1998)
- Reflections of Ol' Golden Eye (Hot, 1999)
- Smile ... Pacific (Hot, juni 2000)
- Jean Lee and the Yellow Dog (Hot, september 2007)
- Ascension Academy [Prince Melon Bootleg Series Vol.13] (Prince Melon, 2010)
- Second Winter (Prince Melon, maart 2012)
- The Return of the Mail-Order Bridegroom (Prince Melon/Valve, 2014)
- Lost Cities (Prince Melon/Valve, 2015)